# ناوچه کلاس بوراک
ناوچه کلاس بوراک (به انگلیسی: Burak-class corvette) یک کلاس از کشتی است که طول آن ۸۰٫۵۲ متر (۲۶۴ فوت ۲ اینچ) می‌باشد.